# Kính viễn vọng
Kính viễn vọng hay kính thiên văn là một dụng cụ giúp quan sát các vật thể nằm ở khoảng cách xa so với mắt của con người. Kính viễn vọng được ứng dụng trong quan sát thiên văn học, hay trong công tác hoa tiêu của ngành hàng hải, hàng không hay công nghệ vũ trụ, cũng như trong quan sát và do thám quân sự. Trong các ứng dụng thiên văn, chúng còn được gọi là kính thiên văn.
Trong lịch sử, kính viễn vọng   đầu tiên được chế tạo sử dụng các dụng cụ quang học, để thu nhận ánh sáng đến từ vật thể ở xa và tạo ra hình ảnh phóng đại dễ dàng quan sát bởi mắt người. Chúng là các kính viễn vọng quang học. Sau này, các loại kính viễn vọng khác được chế tạo, sử dụng bức xạ điện từ nằm ở bước sóng khác, đến từ vật thể ở xa, như radio, hồng ngoại, tử ngoại, tia X, gamma,...

## Từ nguyên
Chữ Hán: 鏡遠望, nghĩa: "kính nhìn xa"; 鏡天文, nghĩa: "kính thiên văn".

## Độ phân giải
Xem thêm: Nhiễu xạ

## Phân loại theo cơ chế

### Kính viễn vọng khúc xạ

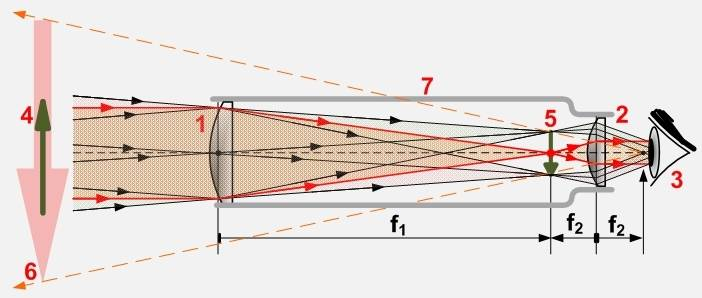
Sơ đồ một kính viễn vọng khúc xạ.[http://upload.wikimedia.org/wikipedia/commons/7/78/PosterRefractorEq.png

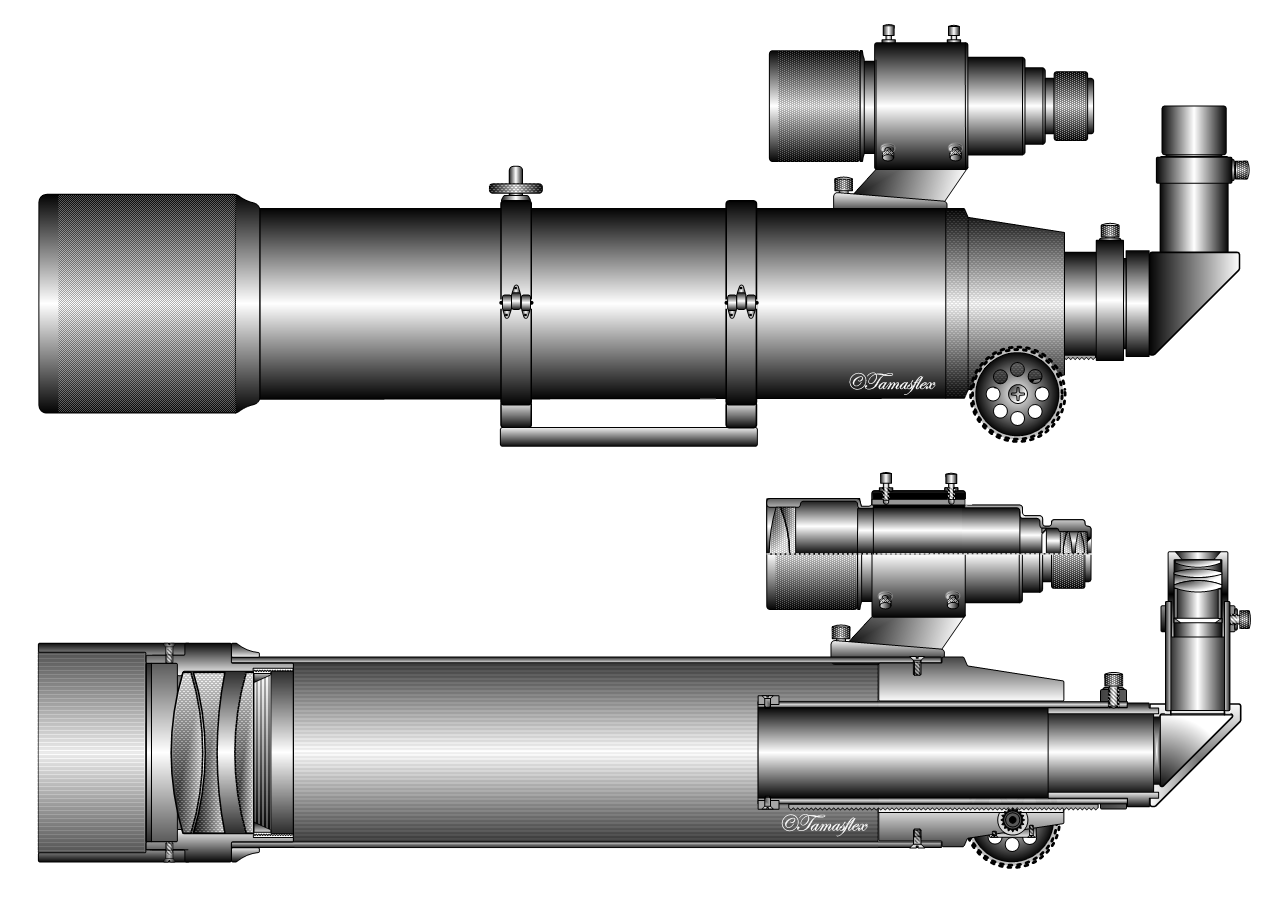
Sơ đồ một kính viễn vọng khúc xạ.

Kính viễn vọng khúc xạ là loại kính viễn vọng dùng các thấu kính để thay đổi đường truyền của các bức xạ điện từ, thông qua hiện tượng khúc xạ, tạo ra ảnh rõ nét của vật thể ở xa.
Một trong các kính viễn vọng khúc xạ đầu tiên do Galileo (1564–1642) chế tạo, sử dụng một vật kính, là thấu kính hội tụ để gom các tia sáng vào một mặt phẳng cách thấu kính hội tụ một khoảng được gọi là tiêu cự. Ánh sáng bị khúc xạ tạo ra một ảnh rất nhỏ của một vì sao hay hành tinh. Kế tiếp, ảnh đi qua thị kính, trong kính của Galileo là thấu kính phân kì. Hiện nay, ảnh đi qua vật kính còn được phóng đại qua thị kính là một thấu kính hội tụ.
Kính viễn vọng khúc xạ có trở ngại chính là sự tán sắc. Vì thủy tinh hay các vật liệu làm thấu kính có chiết suất khác nhau cho các bước sóng bức xạ điện từ khác nhau. Ví dụ, trong kính viễn vọng quang học hoạt động với cơ chế khúc xạ, điều này khiến hình ảnh vật ở xa, ví dụ một vì sao hoặc một hành tinh, được bao quanh bởi những vòng tròn có màu sắc khác nhau.

### Kính viễn vọng phản xạ

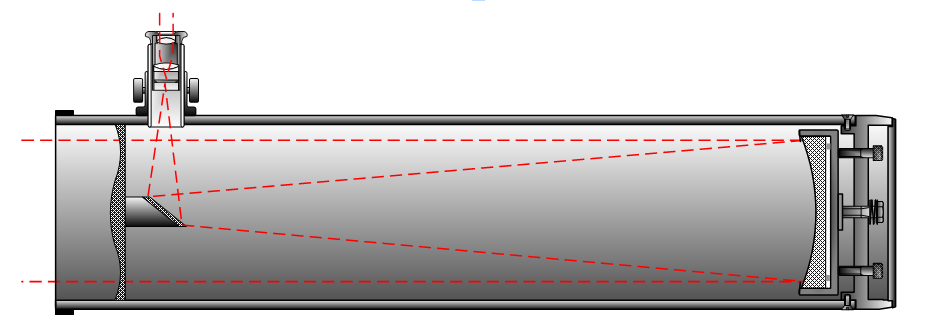
Sơ đồ một kiểu kính viễn vọng phản xạ quang học

Kính viễn vọng phản xạ hoạt động dựa trên sự tảo ảnh của vật ở xa bằng các gương, thông qua hiện tượng phản xạ các bức xạ điện từ.
Một trong các kính viễn vọng phản xạ đầu tiên do nhà thiên văn người Scotland James Gregory phát minh năm 1663, dùng một mặt gương lõm hội tụ thay vì thấu kính hội tụ để thu gom ánh sáng tới tạo ảnh. Ảnh có thể được thu thập hay được phóng đại thêm qua các gương phụ trợ.
Kính viễn vọng phản xạ có ưu điểm lớn là tránh hiện tượng tán sắc.
Với mọi kính viễn vọng, số photon thu được tỷ lệ thuận với diện tích phần thu (gương đối với kính viễn vọng phản xạ và thấu kính với kính viễn vọng khúc xạ). Đồng thời độ phân giải tỷ lệ với đường kính của phần thu. Ví dụ, khi dùng gương có bán kính gấp đôi, khả năng thu gom ánh sáng lên gấp bốn lần và độ phân giải tăng hai lần. Việc tăng kích thước gương có thể được thực hiện dễ dàng hơn so với tăng kích thước thấu kính. Đây cũng là ưu điểm của kính viễn vọng phản xạ.
Đa số các kính viễn vọng ngày nay, có đường kính cỡ từ vài chục xentimét trở lên, phục vụ cho quan sát thiên văn, đều là kính viễn vọng phản xạ.

### Kính viễn vọng quang phổ
Quang phổ học (spectroscopy) là môn nghiên cứu các phổ (spectrum, số nhiều spectra) của vật chất, dựa trên cơ sở là mỗi nguyên tố hóa học có một phổ đặc trưng. Điều này có thể quan sát được qua hệ thống kính quang phổ, trong đó các tia sáng đi qua một khe hẹp, đến thấu kính chuẩn trực (collimating lens) được chỉnh thành những tia sáng song song, đi qua một lăng kính (prism), sau đó được phân tích và qua một kính lấy nét (focusing lens) ở thị kính. Qua kính quang phổ, có thể thấy một chuỗi những hình ảnh, mỗi hình ảnh có một màu khác nhau, vì ánh sáng đã được phân tích qua những phổ màu khác nhau.
Kính quang phổ thường tách ánh sáng thành những dải màu tiếp nối nhau, với nhiều đường sậm chạy ngang được gọi là đường Fraunhofer. Mỗi tổ hợp các đường sậm tương ứng với một nguyên tố của vì sao đã hấp thụ những màu bị mất đi. Ví dụ: nguyên tố H cho một đường đỏ sậm, Na cho một cặp đường vàng sậm, Fe cho những đường của hầu hết các màu. Mỗi nguyên tố trong tầng khí quanh vì sao tạo nên những đường phổ đậm đặc trưng, tùy thuộc vào nhiệt độ và áp suất của khí. Vì thế, có thể quan sát những phổ của hàng trăm ngàn vì sao.
Phân tích quang phổ của ánh sáng chiếu từ một vì sao cho phép phân tích thành phần hóa học của vì sao này. Ví dụ: nguyên tố helium được khám phá trên Mặt Trời nhiều năm trước khi được tìm thấy trên Trái Đất. Gần đây, nghiên cứu quang phổ của Mặt Trời cho thấy chứng cứ vững chắc về sự hiện diện của ion hydrogen âm. Vì thế, nghiên cứu quang phổ của các vì sao đã cung cấp nhiều tư liệu quý giá. Ví dụ, các tinh vân (nebula) cho thấy một nguyên tố mới, tạm thời được đặt tên là nebulium, không có trên Trái Đất. Sau đó vào năm 1927, vạch quang phổ này đã được xác định là của ion Oxy dương 2. Cũng nhờ nghiên cứu quang phổ các vòng quanh Sao Thổ, được biết các vòng này chủ yếu tạo thành bởi những mảnh băng ammonia. Quang phổ học cũng đã được ứng dụng để phân tích thành phần hóa học khí quyển của Mộc Tinh sau khi sao chổi Shoemaker-Levy 9 va đập vào.
Quang phổ học cũng giúp khám phá những thiên thể ở rất xa. Ví dụ: các phổ của một vài vì sao ở xa thỉnh thoảng bị tách rời nhau, rồi sau đó hợp lại. Hiệu ứng này là do sự hiện diện của vì sao đôi, quay gần nhau đến đỗi một kính viễn vọng thông thường không thể phân biệt được.
Các đường phổ dịch chuyển vị trí khi nguồn ánh sáng di chuyển tiến gần hoặc rời xa thiết bị quan sát. Sự dịch chuyển này giúp tính toán khá chính xác vận tốc tương đối của bất kỳ nguồn phát xạ nào. Nói chung, nếu mọi đường phổ của một vì sao dịch chuyển về phía màu đỏ, vì sao đó đang rời xa Trái Đất, và vận tốc có thể được tính toán từ mức độ dịch chuyển. Ngược lại, khi vì sao đang tiến gần Trái Đất, phổ dịch chuyển về phía màu tím. Qua cách này, có kết luận dẫn đến thuyết vũ trụ giãn nở.

## Phân loại theo bước sóng

### Kính viễn vọng quang học
Kính viễn vọng quang học chủ yếu dựa trên sự thu thập và xử lý ánh sáng.

### Kính viễn vọng vô tuyến

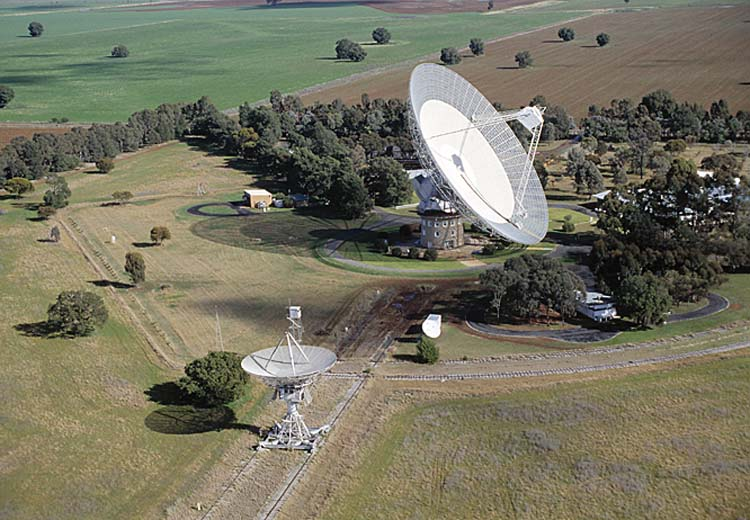
Hai kính thiên văn vô tuyến tại Đài thiên văn Parkes, Úc.

Kính viễn vọng vô tuyến là các kính viễn vọng hoạt động với cơ chế như kính viễn vọng giao thoa hoặc kính viễn vọng phản xạ, trong dải sóng vô tuyến.
Kính viễn vọng vô tuyến được ứng dụng chủ yếu trong quan sát thiên văn và trong liên lạc thông tin trong công nghệ vũ trụ.
Đối với quan sát thiên văn, các kính viễn vọng quang học, trong ứng dụng quan sát bầu trời từ Trái Đất, chỉ dùng được trong những đêm bầu trời không có mây và ban ngày không quan sát được vì Mặt Trời chiếu sáng. Các kính viễn vọng vô tuyến có thể giúp vượt qua trở ngại này, do tín hiệu vô tuyến ít bị nhiễu hơn vào ban ngày và đi xuyên qua các đám mây.
Trở ngại chính của các kính viễn vọng vô tuyến là do bước sóng của sóng vô tuyến thường dài cỡ mét, để đạt độ phân giải cao, cần xây dựng các gương có đường kính khổng lồ. Cách giải quyết là dùng kỹ thuật của kính viễn vọng giao thoa, sử dụng những tín hiệu đồng bộ thu được từ những kính viễn vọng phản xạ nằm xa nhau. Khoảng cách lớn giữa từng kính viễn vọng phản xạ đơn lẻ có thể coi tương đương với "đường kính" của hệ các kính.
Ví dụ, một mạng lưới gồm 25 đĩa thu tín hiệu có đường kính chỉ 25 m, trải dài từ đảo Hawaii đến quần đảo Virgin, tương đương với một kính viễn vọng vô tuyến duy nhất có đường kính gần 8.000 km.
Một hạn chế khác của kính viễn vọng vô tuyến là sự nhiễu loạn do từ hoạt động của con người, kể cả việc sử dụng điện thoại di động. Một số kính được xây trong lòng một thung lũng để tránh nhiễu sóng, ví dụ như kính viễn vọng vô tuyến ở thung lũng Arecibo, Puerto Rico, có đĩa an-ten với đường kính 305 m.

### Kính viễn vọng hồng ngoại
Kính viễn vọng hồng ngoại thường áp dụng thiết kế cơ bản của kính viễn vọng phản xạ, nhưng có một bộ phận ở tiêu điểm để chỉ ghi nhận tia hồng ngoại.
Các vật thể có nhiệt độ khoảng vài trăm độ K có bức xạ vật đen với cực đại thường nằm trong dải hồng ngoại. Do vậy kính viễn vọng hồng ngoại giúp quan sát các vật thể nóng ấm ở xa, đặc biệt là trong đêm tối, khi không có bức xạ hồng ngoại của Mặt Trời gây nhiễu. Kính viễn vọng hồng ngoại được ứng dụng trong quan sát trong ban đêm các sinh vật, người hay vật thể có nhiệt độ cao hơn hay thấp hơn môi trường; đặc biệt trong do thám quân sự.
Đối với quán sát thiên văn học, loại kính này có ít ứng dụng trên Trái Đất do, ngay cả vào ban đêm, tín hiệu đến từ không gian vũ trụ bên ngoài bị hấp thụ mạnh bởi khí quyển Trái Đất. Ngoài ra, tín hiệu còn có thể bị nhiễu do các nguồn nhiệt trên Trái Đất. Chúng được dùng nhiều hơn cho quan sát thiên văn từ không gian; thường kèm theo kỹ thuật loại bỏ bức xạ hồng ngoại nền của môi trường xung quanh. Bức xạ nền được thu riêng và ghi nhớ lại; sau đó hình ảnh không gian sẽ được trừ đi phần bức xạ nền. Kính viễn vọng hồng ngoại thường được giữ ở nhiệt độ rất thấp khi vận hành, để hạn chế bức xạ nền phát ra từ chính nó.

### Kính viễn vọng tử ngoại
Kính viễn vọng tử ngoại cũng tương tự như kính viễn vọng phản xạ, nhưng các mặt gương được tráng thêm những lớp đặc biệt để phản chiếu tốt tia tử ngoại, đồng thời có các đầu thu nhạy với tia tử ngoại đặt tại phặt phẳng tạo ảnh của hệ gương.
Trong ứng dụng thiên văn học, do bầu khí quyển Trái Đất, đặc biệt là tầng ozon, hấp thụ mạnh tia tử ngoại, kính viễn vọng tử ngoại chỉ được ứng dụng với các trạm quan sát bên ngoài khí quyển Trái Đất. Các vật thể nóng khoảng trên 10.000 độ K trong vũ trụ thường phát ra bức xạ vật đen có cực đại tại vùng tử ngoại. Do vậy, kính viễn vọng tử ngoại cung cấp nhiều thông tin về các vì sao nóng (thường là sao còn trẻ). Tia tử ngoại cũng hay được phát ra từ những vùng khí xung quanh các thiên hà hay các thiên thể đang hoạt động mạnh.
Kính viễn vọng Hubble là một ví dụ về kính viễn vọng tử ngoại đã được phóng lên không gian, trở thành đài quan sát quay chung quanh Trái Đất.

### Kính viễn vọng tia X
Kính viễn vọng tia X được đặt trên những vệ tinh phóng vào không gian để bắt lấy tia X phát ra từ những vật thể trong không gian. Năm 1999, hai kính viễn vọng tia X quan trọng được phóng, Chandra X-ray của NASA và XMM của Cơ quan Không gian châu Âu (ESA).
Vài kính viễn vọng quang tuyến X có thiết kế tương tự như kính viễn vọng phản xạ, có điều khác biệt là gương phản chiếu có hình thể gần như hình trụ thay vì là mặt thấu kính. Các tia X từ vật thể cần quan sát phóng đến gương và được phản hồi đến bộ phận thu thập tia X. Để ngăn chặn các tia X không xuất phát từ vật thể cần quan sát (do đó gây nhiễu), các bộ phận thu tia X được bao bọc bằng một ống chì có đặc tính thu hút tia X.

### Kính viễn vọng tia gamma
Tia gamma là bức xạ điện từ với độ dài sóng ngắn hơn cả tia X. Vì tia gamma không thể thâm nhập bầu khí quyển của Trái Đất, phải đưa kính viễn vọng tia gamma vào không gian.
Vài hiện tượng phá hủy to tát nhất trong vũ trụ, như khi các vì sao trung tính va đập nhau hoặc lỗ đen, phóng ra không gian những tia gamma có năng lượng cao. Vào đầu thập niên 1990s, kính viễn vọng tia gamma Compton phát hiện những luồng tia gamma được phân bố đồng đều trong không gian. Vì sự phân bố này, có ý kiến cho rằng đó là kết quả của những hiện tượng lớn trong không gian, như việc va đập giữa hai vì sao trung tính, hoặc giữa một định vì sao trung tính và một lỗ đen.
Kính viễn vọng tia gamma gồm có 2 hoặc nhiều hơn bộ phận phát hiện tia gamma đặt thẳng hàng. Một bộ phận sẽ được kích động khi có một tia gamma chiếu đến cho dù theo góc độ nào. Để có thể quan sát những tia gamma chiếu từ một vật thể, cần có ít nhất 2 bộ phận phát hiện đặt theo một đường thẳng hướng đến vật thể này. Chỉ những tia gamma phát ra từ vật thể cần quan sát có thể đi xuyên qua các bộ phận phát hiện.

## Trong không gian
Với các quan sát thiên văn học, các kính viễn vọng quang học trên Trái Đất thường bị ảnh hưởng xấu của nhiễu loạn chiết suất khí quyển, chưa kể đến các hiện tượng khí tượng như mây, mưa, bụi. Với các kính thiên văn vô tuyến trên Trái Đất, sự nhiễu sóng vô tuyến do con người tạo ra là một trở ngại đáng kể. Thêm nữa, bầu khí quyển Trái Đất hấp thụ mạnh các tia hồng ngoại (do hơi nước), tử ngoại (do tầng ozon), tia X đến từ ngoài vũ trụ; khiến quan sát thiên văn tại các bước sóng này khó khăn.
Các trạm quan sát đặt trong không gian có thể giúp thoát khỏi ảnh hưởng trực tiếp của khí quyển Trái Đất. Nếu được đặt xa Trái Đất, như ở trên bề mặt Mặt Trăng nơi không bao giờ hướng về Trái Đất, các kính thiên văn vô tuyến còn được Mặt Trăng che chắn khỏi các nhiễu loạn vô tuyến đến từ Trái Đất.

### Kính viễn vọng Hubble

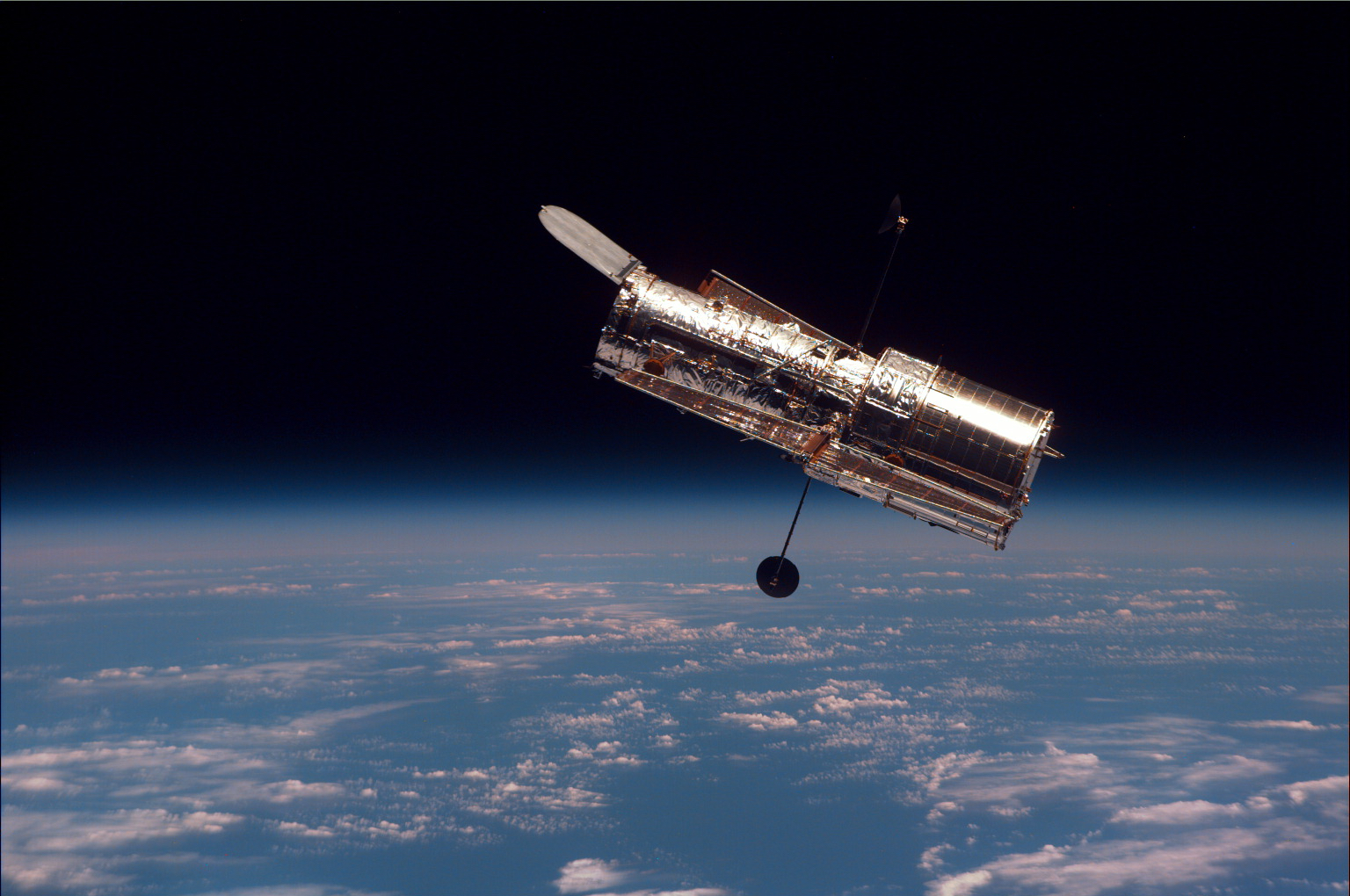
Ảnh chụp kính viễn vọng không gian Hubble.

Kính viễn vọng Hubble, được nghiên cứu từ thập niên 1970 và phóng lên không gian năm 1990, là một bước đột phá quan trọng trong quan sát thiên văn trong phổ quang học, tử ngoại và hồng ngoại.
Nó có thể thu nhận ánh sáng từ vật thể cách xa 12 tỉ năm ánh sáng. Nó lần đầu tiên sử dụng công nghệ Multi-Anode Microchannel Array (MAMA) để ghi nhận tia tử ngoại nhưng loại trừ ánh sáng. Nó có sai số trong định hướng nhỏ tương đương với việc chiếu một tia laser đến đúng vào một đồng xu cách đó 320 km và giữ yên như thế.
Việc thiết kế kính này theo dạng mô-đun cho phép các phi hành gia tháo gỡ, thay thế hoặc sửa chữa từng mảng bộ phận dù họ không có chuyên môn sâu về các thiết bị. Trong một lần sửa, độ phân giải của Hubble đã được tăng lên gấp 10.
Hubble cung cấp khoảng 5-10 GB dữ liệu một ngày. Vài khám phá quan trọng do Hubble mang lại gồm có:* chi tiết sự va đập của sao chổi Shoemaker-Levy 9 vào Sao Mộc;
- chi tiết những cơn bão rộng hàng ngàn km trên Sao Thiên Vương;
- xác định và tính toán sự giãn nở của vũ trụ.